# National Football League 1946
La stagione NFL 1946 fu la 27ª stagione sportiva della National Football League, la massima lega professionistica statunitense di football americano. La stagione iniziò il 20 settembre 1946 e si concluse con la finale del campionato che si disputò il 15 dicembre al Polo Grounds di New York e che vide la vittoria dei Chicago Bears sui New York Giants per 24 a 14.
Prima dell'inizio della stagione, il commissario della lega Elmer Layden si dimise e venne sostituito da Bert Bell, cofondatore dei Philadelphia Eagles. Nella stessa stagione si formò la lega rivale della All-America Football Conference che nel 1950 sarebbe confluita nella NFL.
In questa stagione i Rams si trasferirono da Cleveland a Los Angeles divenendo così la prima squadra con sede nella West Coast.

## Modifiche alle regole
- Venne deciso che un passaggio in avanti che tocchi i pali della porta fosse dichiarato incompleto.
- Venne sospesa la regola che consentiva sostituzioni libere e il numero delle stesse venne fissato in un massimo di tre per ogni azione.
- Venne consentito alla squadra che riceve un punt, un kickoff o un field goal di ritornare il calcio anche dalla propria end zone.
- Venne deciso che la segnalazione di fair catch fosse valida solo se fatta con la palla ancora in volo.
- Venne deciso che la penalità per fair catch irregolare fosse di cinque iarde dal punto della segnalazione di fair catch.

## Stagione regolare
La stagione regolare si svolse in 11 giornate, iniziò il 20 settembre e terminò l'8 dicembre 1946.

### Risultati della stagione regolare
- V = Vittorie, S = Sconfitte, P = Pareggi, PCT = Percentuale di vittorie, PF = Punti Fatti, PS = Punti Subiti
- Nota: nelle stagioni precedenti al 1972 i pareggi non venivano conteggiati nel calcolo della percentuale di vittorie.

| Eastern Division    |   |   |   |     |     |     |
| Squadra             | V | S | P | PCT | PF  | PS  |
| New York Giants     | 7 | 3 | 1 | 700 | 236 | 162 |
| Philadelphia Eagles | 6 | 5 | 0 | 545 | 231 | 220 |
| Washington Redskins | 5 | 5 | 1 | 500 | 171 | 191 |
| Pittsburgh Steelers | 5 | 5 | 1 | 500 | 136 | 117 |
| Boston Yanks        | 2 | 8 | 1 | 200 | 189 | 273 |

| Western Division  |   |    |   |     |     |     |
| Squadra           | V | S  | P | PCT | PF  | PS  |
| Chicago Bears     | 8 | 2  | 1 | 800 | 289 | 193 |
| Los Angeles Rams  | 6 | 4  | 1 | 600 | 277 | 257 |
| Green Bay Packers | 6 | 5  | 0 | 545 | 148 | 158 |
| Chicago Cardinals | 6 | 5  | 0 | 545 | 260 | 198 |
| Detroit Lions     | 1 | 10 | 0 | 91  | 142 | 310 |

## La finale
La finale del campionato si disputò il 15 dicembre al Polo Grounds di New York e che vide la vittoria dei Chicago Bears sui New York Giants per 24 a 14.

## Vincitore
| Vincitori del campionato NFL 1946 Chicago Bears 7º titolo |